# Toshiba Soccer Club 1991-1992
Questa voce raccoglie le informazioni riguardanti il Toshiba Soccer Club nelle competizioni ufficiali della stagione 1991-1992.

## Stagione
Benché confermatosi al quarto posto in campionato, al termine della stagione il Toshiba decise di rinunciare all'adozione del regime professionistico, qualificandosi per l'edizione 1992 della Japan Football League. Nelle coppe, il Toshiba uscì nelle fasi intermedie venendo sconfitta in entrambi i casi ai tiri di rigore.

## Maglie e sponsor
| Manica sinistra · Manica sinistra · Maglietta · Maglietta · Manica destra · Manica destra · Pantaloncini · Calzettoni | Manica sinistra · Manica sinistra · Maglietta · Maglietta · Manica destra · Manica destra · Pantaloncini · Calzettoni |  |

## Rosa
| N. |                     | Ruolo | Calciatore        |
| -- | ------------------- | ----- | ----------------- |
| 1  | Giappone (bandiera) | P     | Masayuki Goto     |
| 2  | Giappone (bandiera) | C     | Yasunori Haga     |
| 3  | Giappone (bandiera) |       | Yugi Yagi         |
| 4  | Giappone (bandiera) | D     | Seiichi Ono       |
| 5  | Giappone (bandiera) |       | Junichi Haga      |
| 6  | Uruguay (bandiera)  | D     | Hugo de León      |
| 7  | Giappone (bandiera) |       | Masayuki Kawamura |
| 8  | Giappone (bandiera) |       | Kenji Tanaka      |
| 9  | Uruguay (bandiera)  |       | Mario Lopez       |
| 10 | Uruguay (bandiera)  | A     | Pedro Pedrucci    |
| 11 | Giappone (bandiera) | A     | Tatsuru Mukōjima  |
| 12 | Giappone (bandiera) |       | Shiro Yotama      |
| 13 | Giappone (bandiera) | C     | Masanori Suzuki   |
| 14 | Giappone (bandiera) |       | Makoto Kametani   |
| 15 | Giappone (bandiera) | D     | Hiroyuki Abura    |

| N. |                     | Ruolo | Calciatore           |
| -- | ------------------- | ----- | -------------------- |
| 16 | Giappone (bandiera) |       | Junji Kawaura        |
| 17 | Giappone (bandiera) | C     | Takashi Hosaka       |
| 18 | Giappone (bandiera) | D     | Masayuki Nakagomi    |
| 19 | Giappone (bandiera) |       | Ken Tsugai           |
| 20 | Giappone (bandiera) | C     | Takafumi Hori        |
| 21 | Giappone (bandiera) | C     | Masahiro Shinmyo     |
| 22 | Giappone (bandiera) |       | Yuji Tamoto          |
| 23 | Giappone (bandiera) |       | Isao Kikuchi         |
| 24 | Giappone (bandiera) |       | Norifumi Takamoto    |
| 25 | Giappone (bandiera) |       | Hideo Futai          |
| 26 | Giappone (bandiera) |       | Tetsuya Yamada       |
| 27 | Giappone (bandiera) | D     | Seiichi Goto         |
| 28 | Giappone (bandiera) | P     | Atsushi Shirai       |
| 29 | Giappone (bandiera) |       | Hideyuki Wakabayashi |
| 34 | Giappone (bandiera) | D     | Nobuhiro Ishizaki    |

## Statistiche

### Statistiche di squadra
| Competizione          | Punti | Totale | Totale | Totale | Totale | Totale | Totale | DR |
| Competizione          | Punti | G      | V      | N      | P      | Gf     | Gs     | DR |
| --------------------- | ----- | ------ | ------ | ------ | ------ | ------ | ------ | -- |
| JSL Division 1        | 30    | 22     | 7      | 9      | 6      | 26     | 24     | +2 |
| JSL Cup               | -     | 2      | 1      | 1      | 0      | 1      | 3      | -2 |
| Coppa dell'Imperatore | -     | 3      | 2      | 1      | 0      | 7      | 2      | +5 |
| Totale                | -     | 27     | 10     | 11     | 6      | 34     | 29     | +5 |